# Cucullia armena
Cucullia armena là một loài bướm đêm trong họ Noctuidae.